# A Queda do Morcego

A Queda do Morcego (Knight Fall no original), foi o mais longo arco de história já publicada nas revistas do Batman, tendo durado aproximadamente 2 anos. 
Publicada na primeira metade da Década de 1990, foi planejada e escrita em um momento em que a editora de quadrinhos de super-heróis DC Comics, assim como a própria indústria de histórias de quadrinhos passava por grave crise de vendas. Buscando chamar a atenção da mídia e atrair novos leitores, a DC decidiu provocar mudanças drásticas em alguns dos seus principais personagens. Assim, o Superman foi morto, o Lanterna Verde virou um vilão e o  Aquaman tornou-se um personagem amargo após ter uma das mãos devorada. Com o Batman, planejou-se deixá-lo paraplégico, preso em uma cadeira de rodas e substituído por um Batman mais moderno e violento.

## História

### A Queda do Morcego
Após anos seguidos imerso em violência, injustiça, loucura e crueldades, Bruce Wayne começou a apresentar leves sinais de estafa e esgotamento físico e psicológico, os quais foram piorando dramaticamente em pouco tempo, a ponto de nem todo o treinamento psicológico do vigilante conseguir mais mantê-lo em paz, levando a um estado de Estresse físico e mental grave e crescente. Bruce foi obrigado a procurar uma médica, a Dra. Shondra Kinsolving, pela qual logo desenvolveu enorme afeto.
Paralelamente, chegou à cidade de Gotham City o homicida caribenho Bane. Tratava-se de um ambicioso e excelente estrategista, o qual desenvolvera uma fixação por derrotar o lendário "Cavaleiro das Trevas" e tomar a sua cidade, dominando o submundo criminoso. Além de muito forte e ótimo lutador mano a mano, bane tinha ainda suas capacidades físicas muito ampliadas com uso de uma droga anabolizante injetável chamada Veneno. Ao chegar a Gotham, acompanhado de seus três acólitos, o caribenho deduziu que Bruce Wayne era o Homem Morcego, e que o vigilante estava adoecido e enfraquecido. Bane então percebeu que, se simplesmente enfrentasse naquele instante o lendário herói, provavelmente perderia assim como todos os outros que o desafiaram. Em vez disso, resolveu explorar e piorar o máximo possível sua fadiga, enfraquecendo-o ao limite. Para tanto, ele planeja uma fuga em massa do Asilo Arkham, o manicômio que guardava presos alguns dos maiores psicopatas do país, vários, arqui-inimigos do Batman.
Com a fuga, Batman, em um momento frágil e fatigado, se viu obrigado a enfrentar uma sequência de seus piores inimigos como Duas Caras, Charada, Chapeleiro Louco, Espantalho e Coringa entre outros, em pouquíssimo tempo, praticamente sem descansar ou dormir, mas conseguindo detê-los. Após isso, com o Dono da Noite completamente alquebrado e sem forças, Bane enviou seu acólitos e por fim, invadiu a Mansão Wayne. Bruce mal conseguiu se defender, sendo praticamente espancado pelo gigante caribenho até quase a morte. Por fim, Bane, ao invés de simplesmente matá-lo achou mais útil dar uma joelhada violenta em sua Coluna cervical, deixando-o inutilizado e levando seu corpo quase morto até o alto de um prédio no centro de Gotham, onde, na frente da câmeras da TV, jogou o corpo do herói, pra horror dos populares que viram a cena.
Bruce só não morreu pois teve a queda aparada e foi imediatamente resgatado por Alfred Pennyworth e o Robin Tim Drake. Após ficar dias desacordado, Wayne recobrou a consciência sem sentir suas pernas: estava paraplégico. A cidade toda viu seu protetor mascarado derrotado e praticamente morto, e os criminosos provocaram uma onda de violência sem precedentes, aterrorizando a população e acuando a polícia. Bruce entendeu que Batman era um símbolo e que não podia morrer, então decidiu escolher alguém para substituí-lo. Bruce achou que Dick Grayson, primeiro e Robin e atual Asa Noturna, estava passando por sérios problemas pessoais além de ter muitas responsabilidades como líder dos Novos Titãs,  e decidiu escolher em seu lugar Jean-Paul Valley, o Azrael, como seu substituto, ordenando que ele não enfrentasse Bane por enquanto.

### A Cruzada
Jean Paul apareceu como um assassino treinado e condicionado mentalmente e sob as ordens da Ordem de São Dumas. Ele estava sendo treinado por Robin e parecia estar se controlando, tendo muito potencial. Mas ao assumir o manto de Batman, Jean Paul logo demonstrou ainda estar sob influência do condicionamento mental da Ordem, se tornando cada vez mais agressivo e violento, e passando a agir sozinho e sem o Robin. Logo, Jean Paul criou uma luva/arma que adicionou ao uniforme e na sequência, modificou totalmente o uniforme, decidindo enfrentar Bane, derrotando-o.
Jean Paul entrou em uma espiral de violência gratuita e excessiva, Transformou o uniforme do Batman em uma armadura letal, agrediu o Robin, e perdeu o controle. O condicionamento da Ordem, chamado de "Sistema", fez com que ele  delirasse constantemente. Por fim, Jean Paul fracassou ao salvar a vida de um inocente sequestrado e ainda permitiu que o assassino sequestrador Matadouro morresse na sua frente, sem tentar salvá-lo.

### A busca
Bruce não pode ver o que ocorrera com seu escolhido, pois o pai de Tim Drake, Jack Drake, fora sequestrado junto com Shondra Kinsolving, e ele quis tentar resgatá-los. Mesmo mal conseguindo ficar em pé, dependente de uma cadeira de rodas ou de uma muleta, Bruce conseguiu investigar o sequestrador, descobrindo que se tratava do irmão de Shondra, Benedict Asplin. Ambos eram mutantes, que com os poderes unidos podiam tanto curar qualquer doença física, quanto matar à distância com o poder da mente. Benedict sequestrou Shondra, na verdade, Sandra Asplin, para forçá-la a ajudá-lo a ameaçar e extorquir homens poderosos e ricos. Sandra não queria apoiá-lo por ser honesta e, pelo fato de que, cada vez que usava seu poder, sua mente se deteriorava. Bruce conseguiu resgatar Jack Drake e Sandra, e esta curou totalmente sua coluna fraturada, porém deteriorando irreversivelmente sua mente, acabando com as pretensões de Bruce de se casar com ela.

### A Volta de Bruce Wayne
Ao retornar a Gotham Bruce foi tomar explicações de Jean Paul, mas este estava fora de controle, enquanto Bruce estava curado mas totalmente fora de forma e destreinado. Bruce recorreu então à mestra em artes marciais Lady Shiva, a qual enviou uma sequência de mestres assassinados para forçar Wayne a readquirir a melhor forma rapidamente. Shiva queria que Wayne chegasse a assassinar seus perseguidores, maculando-o, mas Bruce enganou Shiva, fingindo ter matado, para que ela e os assassinos parassem de persegui-lo. Bruce estava então pronto para enfrentar e retomar o manto do morcego do ensandecido e sanguinário Jean Paul.
Após alguns confrontos equilibrados, com Jean Paul tentando matar Bruce, o Detetive Encapuzado original mudou sua tática: levou Jean Paul a precisar tirar sua letal armadura e o derrotou cegando-o temporariamente, sem dar sequer um golpe, usando apenas a inteligência. Jean Paul se conscientizou de toda loucura e descontrole de seus atos e admitiu que Bruce era o verdadeiro Batman. Assim Bruce Wayne retomou sua posição como verdadeiro e único Homem Morcego.

## No Brasil
Em 1995, a Abril Jovem publicou o arco nas revistas em formatinho: Liga da Justiça e Batman, Batman (quarta série) e Super Powers Em 1996, a primeira edição de Batman (quarta série) ganhou o Troféu HQ Mix de "melhor edição especial". Em 2008, a Panini Comics  publicou o primeiro volume encadernado, em 2010, a editora anunciou que publicaria um segundo volume, o que não aconteceu.